# Google Map Maker
Google Map Maker fue una herramienta lanzada por la empresa Google en junio del 2008. Fue diseñada para mejorar el servicio que ofrece Google Maps. Su objetivo era recopilar la mayor cantidad posible de información de calidad suministrada por los propios usuarios, que luego era verificada por moderadores para posteriormente ser publicada en Google Maps. Esta herramienta fue cerrada oficialmente el 31 de marzo de 2017.

## Cierre
Google anunció a finales de 2016 el cierre de su plataforma Google Map Maker. Al indicar el cierre de su producto bandera en el ámbito de los mapas, Google hace saber que migrará de forma paulatina y por partes todas las funcionalidades a Google Maps. Esta herramienta era utilizada para gestionar información geográfica de Maps.

## Map Maker Pulse
Map Maker Pulse fue una página que muestra en directo las últimas ediciones enviadas por los usuarios. Contaba con una función básica de reproducción/pausa para que los usuarios pudieran ver los cambios a medida que se realizan.

## Google Map UP
Google Map UP] fue el primer evento dirigido por líderes regionales de Google Map Maker, los mismos de forma oficial ayudaban a difundir las funcionalidades de la plataforma Map Maker en cada país. Como ejemplo de estos eventos en Caracas Venezuela se desarrolló el primer Google Map UP el 22 de octubre de 2016.